# Дабус
Дабус (иногда Ябус) — река на юго-западе Эфиопии, приток Голубого Нила, который течёт на север. Впадает в Голубой Нил. Бассейн Дабуса — около 21 032 км².

## История
Ранее эта река была известна под именем Ябус (Yabus), местные жители до сих пор называют её так, не отличая её от реки Ябус в Судане, притока Белого Нила. Хуан Мария Схувер был первым европейским исследователем, установившим, что это — две разные реки, и в 1882 году доказавшим ложность слухов, что эти реки вытекают из одного и того же горного озера.
Дабус играет важную роль в качестве культурной и политической границы. Согласно А. Данлопу (A. Dunlop), обследовавшему этот район в 1935 году, эта река служит местом, где «христианскую церковь галла сменяет мечеть, а приветствие галла — универсальное мусульманское вежливое: „ас-саляму алейкум“. В отличие от одежды галла и амхара, заключающейся в рубашке с обтягивающими рукавами, бриджах и шамме, они носят белую тюбетейку, тюрбан, свободные одеяния с широкими рукавами и мешковатые брюки.» В политическом плане русло реки определяет не только часть границы между Бенишангуль-Гумуз и Оромия, но и полностью общую границу зон Асоса и Камаши региона Бенишангул-Гумуз.
Исторически русло Дабуса служило значительным источником добычи золота, где местное население вело добычу шлиховым способом.